# Wärmeäquator
Der Wärmeäquator, auch thermischer Äquator, verbindet die Punkte mit der höchsten mittleren Jahrestemperatur auf der Erde miteinander, üblicherweise in Form von Isothermen. Streng genommen existiert kein zusammenhängender Wärmeäquator, sondern nur eine verschieden breite Zone, innerhalb der die höchsten Jahresmittel liegen.
Der Grund, weshalb der Wärmeäquator keinen Kreis, sondern eine unregelmäßige Linie oder Zone darstellt, ist in der unterschiedlichen Höhenlage und der ungleichen Verteilung von Festland und Meer zu suchen. Da die größten zusammenhängenden Landmassen mit Kontinentalklima nördlich des Äquators liegen, liegt diese Zone überwiegend nördlich vom Erdäquator und dort in tieferliegenden Regionen und weist eine Durchschnittstemperatur von 26 °C bis 28 °C auf.